# Daniel Mancinelli
Daniel Mancinelli (San Severino Marche, 23 luglio 1988) è un pilota automobilistico italiano, vincitore nel 2009 della Formula Renault italiana.
Dal 2023 è entrato a far parte dei piloti GT del marchio britannico Aston Martin.

## Carriera
Nel 2006 esordisce in monoposto nella Formula Azzurra unendosi al team CO2 Motorsport, l'anno seguente passa alla Formula Renault italiana sempre con il team CO2. Il suo primo grande risultato arriva nel 2009 quando diventa campione nella Formula Renault italiana conquistando sei vittorie. Nel 2011 prende parte ai due round conclusivi della GP3 Series con il team RSC Mücke Motorspor e il supporto di Ralf Schumacher.
Dal 2012 lascia le corse in monoposto passando alle corse GT. In quell'anno ottiene il secondo posto nella Porsche Carrera Cup Italia dietro a Vito Postiglione. L'anno seguente diventa vice campione anche nella Ferrari Challenge Europe con il team Motor Piacenza. Negli anni seguenti prende parte al Campionato Italiano Gran Turismo, ottenendo il suo miglior risultato nel 2020 quando con l'Audi in coppia con Riccardo Agostini diventa vice campione dietro la Ferrari di Antonio Fuoco e Alessio Rovera. Nel 2021 arriva l'esordio del pilota italiano nel Campionato IMSA WeatherTech SportsCar prendendo parte al round di Long Beach nella classe GTD.
Dalla stagione 2023 Mancinelli entra tra i piloti del marchio britannico Aston Martin: esordisce nel Campionato del mondo endurance e prende parte anche alla 24 Ore di Le Mans guidando per il team Northwest AMR con la Vantage AMR. Per la stagione seguente rimane nel WEC guidando la nuova Aston Martin Vantage GT3 Evo per il team Heart of Racing Team. Nella prima gara stagionale, la 1812 km del Qatar, ottiene un ottimo secondo posto.

## Risultati

### GP3 Series
(legenda) (Le gare in grassetto indicano la pole position) (Gare in corsivo indicano Gpv)
| Anno | Team                 | 1   | 2   | 3   | 4   | 5   | 6   | 7   | 8   | 9   | 10  | 11  | 12  | 13  | 14  | 15  | 16  | Punti | Pos. |
| ---- | -------------------- | --- | --- | --- | --- | --- | --- | --- | --- | --- | --- | --- | --- | --- | --- | --- | --- | ----- | ---- |
| 2011 | RSC Mücke Motorsport | TUR | TUR | ESP | ESP | VAL | VAL | GBR | GBR | GER | GER | HUN | HUN | BEL | BEL | ITA | ITA | 0     | 35º  |
| 2011 | RSC Mücke Motorsport |     |     |     |     |     |     |     |     |     |     |     |     | Rit | 17  | 15  | 15  | 0     | 35º  |

### WEC
| Anno    | Squadra              | Classe   | Vettura                      | SEB | ALG | SPA | LMS | MON | FUJ | BHR |     | Punti | Pos. |
| ------- | -------------------- | -------- | ---------------------------- | --- | --- | --- | --- | --- | --- | --- | --- | ----- | ---- |
| 2023    | Northwest AMR        | LMGTE Am | Aston Martin Vantage AMR     |     |     | 7   | 6   |     | 7   | 3   |     | 51    | 9º   |
| Anno    | Squadra              | Classe   | Vettura                      | QAT | IMO | SPA | LMS | SÃO | COA | FUJ | BHR | Punti | Pos. |
| 2024    | Heart of Racing Team | LMGT3    | Aston Martin Vantage GT3 Evo | 2   | 5   | 11  | Rit | 2   | 1   | 9   |     | 83*   |      |
| Legenda |                      |          |                              |     |     |     |     |     |     |     |     |       |      |

* Stagione in corso.

### 24 Ore di Le Mans
| Anno | Team                 | Co-piloti              | Auto                         | Classe | Giri | Pos. | Class Pos. |
| ---- | -------------------- | ---------------------- | ---------------------------- | ------ | ---- | ---- | ---------- |
| 2023 | Northwest AMR        | Ian James Alex Riberas | Aston Martin Vantage GT3 Evo | GTE Am | 310  | 33º  | 6º         |
| 2024 | Heart of Racing Team | Ian James Alex Riberas | Aston Martin Vantage GT3 Evo | LMGT3  | 196  | Rit  | Rit        |